# Loes Gunnewijk
Loes Anna Gunnewijk (nascida em 27 de novembro de 1980) é uma ex-ciclista profissional holandesa que representou os Países Baixos nos Jogos Olímpicos de Verão de 2012, participando na prova de estrada individual.